# Буди-Ленкавіцькі
Буди-Ленкавіцькі (пол. Budy Łękawickie) — село в Польщі, у гміні Сенниця Мінського повіту Мазовецького воєводства.
Населення — 102 особи (2011).
У 1975-1998 роках село належало до Седлецького воєводства.

## Демографія
Демографічна структура станом на 31 березня 2011 року:
|          | Загалом | Допрацездатний вік | Працездатний вік | Постпрацездатний вік |
| -------- | ------- | ------------------ | ---------------- | -------------------- |
| Чоловіки | 57      | 14                 | 33               | 10                   |
| Жінки    | 45      | 7                  | 24               | 14                   |
| Разом    | 102     | 21                 | 57               | 24                   |